# Ньойски договор
Ньойският договор е договор между България и страните от Антантата, поставил край на участието на България в Първата световна война (виж Версайска система от договори).
Подписан е от българска страна, под огромния натиск на Съглашението, от министър-председателя Александър Стамболийски на 27 ноември 1919 г. в кметството на парижкото предградие Ньой сюр Сен. Ратифициран е на 15 февруари 1920 г.

## Подготовка на договора

### Българска делегация
През лятото на 1919 г. парламентът изпраща българска делегация при Парижката конференция на страните, победили във войната. Първите държавни мъже на България пътуват 8 дни с влак за Париж без никакви удобства, като трябва да минат през Белград, пазени през цялото време от офицери и няколко батальона сенегалски войници. По време на пътуването си през Сърбия влакът е бил обстрелван от сръбски военнослужещи. Пристигат в Париж на 27 юли и в продължение на 2 месеца не им е разрешено да излизат от хотел „Шато дьо Мадрид“ без специални разрешения, издавани със записване ден по-рано.
Тя включва:
- Пълномощни делегати
  - Теодор Теодоров, министър-председател и министър на външните работи и изповеданията, ръководител
  - Александър Стамболийски, министър на обществените сгради, пътищата и благоустройството
  - Янко Сакъзов, министър на търговията, промишлеността и труда
  - Венелин Ганев, министър на правосъдието
  - Михаил Сарафов, дипломат
- Съветници
  - Иван Евстратиев Гешов, депутат от Народната партия
  - Иван Луков, началник-щаб на армията
  - Богдан Морфов, директор на железниците
  - Стефан Панаретов, посланик в Съединените щати
  - Никола Сакаров, депутат от Българската комунистическа партия
  - Димитър Цоков, дипломат
- Експерти
  - Йордан Иванов, историк и археолог
  - Йосиф Калев, председател на Дружеството на българските ционисти
  - Димитър Михалчев, председател на Тракийското дружество
  - Димитър Мишайков, юрист
  - Янаки Моллов, агроном и икономист
  - Стефан Нойков, полковник от щаба на армията
  - Стамо Пулев, агроном
  - Никола Стоянов, директор на държавните дългове
  - Димитър Фурнаджиев, председател на Евангелистките църкви
  - Шефик Бей Шефкет Беев, лекар
- Други
  - Надежда Станчова, преводач

### Изготвяне на договора
В началото на март започват заседанията на комисията, която се занимава с Добруджанския въпрос, с румъно-българската и българо-сръбската граница. В средата на април става известно, че на конференцията, на която ще се подпише предварителният договор, няма да бъдат поканени делегати от България, Австрия и Турция.
В началото на юни румънски, сръбски и гръцки делегати подготвят условията за мирния договор с България, за да ги предоставят на Съвета на четиримата. В София достигат слухове, че България ще загуби в полза на Гърция придобивките си от Балканската война. Става все по-ясно, че от българите ще бъдат отнети всички завоювани с цената на неизброими жертви земи. Нещо повече, под въпрос е дори опазването на старите, отпреди войната, граници на държавата. На 18 юни цар Борис III издава указ да се поправят разрушените стари погранични постове.
През лятото на 1919 г. Белград изпраща мемоар до френския премиер Жорж Клемансо, където се настоява цялата българо-югославска граница от река Дунав до Беласица да се премести от 20 до 70 км навътре в територията на България, с отнемане на над 13 000 кв. км площ (вкл. Видин, Кула, Белоградчик, Трън, Цариброд, Босилеград, Кюстендил, Струмица и Петрич) и население от половин милион българи, наречено от Белград „чисто сръбско“. Като допълнителни съображения са изтъкнати и стратегически мотиви за сигурност.
Гърция проявява претенции за Западна Тракия, въпреки че 6 години по-рано, през 1913 г. дотогава османската област е преотстъпена на България. През 1919 г. Атина решава да лиши София от беломорски излаз. Без значение остава българският довод, че липсва промяна в етническото положение на областта.
Разнообразното население на Балканите става основа за фалшифициране или преувеличаване числеността на дадена група. Възниква пазар за купуване на мнения на „независими“ чуждестранни представители от Западна Европа. От голямата цена за „независимо“ експертно мнение се възползват експерти от ниво политик, дипломат до интелектуалец, занимаващ се с история, етнология. Счита се че в този период започват фалшификации относно състава на населението в различните балкански региони. Също така Сърбия, Гърция и Румъния използват такива „експертни“ мнения и за осъществяване на противобългарска пропагандна кампания, при която Българската армия и ВМОРО са клеветени за „зверства“ над „мирни сърби, гърци и румънци“, като особено успешен е воювалият в сръбската войска през войната като офицер швейцарски криминалист Рудолф Арчибалд Райс, обвинил България в „избиването“ на над „2 хиляди сърби“ в Сурдулица, но непредставил снимки, каквито представя за доказването на германските и Австроунгарските жестокости, въпреки че е един от пионерите на съдебната фотография.Също така той приписва извършеното от Сръбската армия изгаряне на албанските села в Прешевската долина през Първата Балканска война, документирано и описано от тогавашния военен кореспондент на "Киевска Мисъл" Лев Троцки, на Българската войска, представяйки селата за "сръбски".
Представителите на САЩ се противопоставят на такова отмъстително отношение към победените, опасявайки се, че то ще предизвика нова световна война, както и става през 1939 г. Президентът Удроу Уилсън настоява да се зачита прогласеният от него принцип за етническо самоопределение на териториите при следвоенното устройство, дори българска граница по линията Мидия – Родосто твърдо е подкрепена от САЩ, но Франция и Великобритания отхвърлят разумния подход на САЩ. В отговор на това президентът напуска конференцията и оставя само някои свои служители да участват в нея.
На 19 септември сутринта, в 10 часа и 25 минути, в министерството на външните работи на Франция Клемансо връчва официално на българската делегация условията за мир. В 25-дневен срок българската страна трябва да представи своите писмени възражения на Върховния съвет, който, след като ги разгледа, ще определи нов срок за окончателния общ договор на България.

## Подписване
Договорът е подписан на 27 ноември 1919 година от министър-председателя Александър Стамболийски от българска страна. След подписването, според някои медии, той счупва писалката заради тежките клаузи. Според други домакините му предложили да я вземе за спомен, но той отказал.
От страна на Антантата страни по договора са Съединените американски щати, Британската империя, Франция, Италия и Япония, посочени като основни сили, както и Белгия, Китай, Куба, Гърция, Хиджаз, Полша, Португалия, Румъния, Кралството на сърби, хървати и словенци, Сиам и Чехословакия.
Ньойският договор влиза в сила на 9 август 1920 година.

## Условия

### Отнети земи
Според договора България трябва да предаде на Кралството на сърби, хървати и словенци Западните покрайнини – областите около Босилеград, Цариброд и Струмица, както и няколко села в Кулско и Видинско с предимно влашко население. Антантата поема под управление Беломорска Тракия, която скоро след това е дадена на Гърция.
- Географски карти на българските земи, откъснати от България според Ньойския договор
- Земи от Кулска и Видинска околия, присъединени към Кралство на сърби, хървати и словенци
- Земи от Царибродска и Трънска околия, присъединени към Кралство на сърби, хървати и словенци
- Земи от Кюстендилска и Трънска околия, присъединени към Кралство на сърби, хървати и словенци
- Земи от Струмишка и Петричка околия, присъединени към Кралство на сърби, хървати и словенци
- Земи в Беломорска Тракия, присъединени към Кралство Гърция

### Военни клаузи
България няма право да притежава модерна военна техника, флот и авиация, а задължителната военна служба е отменена. Сухопътните сили и Граничната войска не трябва да надминават 33 000 души.

### Репарации
Репарациите, които България трябва да изплати на съюзниците според Ньойския договор, са в размер на 2,25 милиарда златни франка. Те трябва да се изплащат на шестмесечни вноски на Репарационната комисия, създадена с Версайския договор, която от своя страна ги преразпределя между съюзниците. Първото плащане трябва да бъде направено на 1 юли 1920 година, а последното – на 1 януари 1958 година. През първите две години лихвата върху репарациите е 2%, а през следващите години – 5%. В сумата на репарациите са включени и евентуални финансови претенции към България от страна на нейните съюзници. Създадена е възможност Репарационната комисия да отлага или намалява плащанията, в зависимост от възможностите на България.
Освен паричните репарации България трябва да компенсира съседните страни и с известно количество добитък:
| Вид          | Гърция | Румъния | Кралство на сърби, хървати и словенци | Общо   |
| ------------ | ------ | ------- | ------------------------------------- | ------ |
| Бикове       | 15     | 60      | 50                                    | 125    |
| Млечни крави | 1 500  | 6 000   | 6 000                                 | 13 500 |
| Коне         | 2 250  | 5 250   | 5 000                                 | 12 500 |
| Мулета       | 450    | 1 050   | 1 000                                 | 2 500  |
| Волове       | 1 800  | 3 400   | 4 000                                 | 9 200  |
| Овце         | 6 000  | 15 000  | 12 000                                | 33 000 |

В допълнение, ако Междусъюзническата контролна комисия прецени, че това няма да бъде сериозна пречка за стопанския живот в страната, България трябва да доставя на Кралството на сърби, хървати и словенци по 50 хиляди тона въглища в продължение на 5 години, като компенсация за щети, нанесени на сръбските каменовъглени мини.

## Изпълнение

### Военни клаузи
България трябва да сведе войската си до 20 хил. души, жандармерията – на 10 хил., пограничната стража – на 3 хил. души, без право на тежко въоръжение. Редовната наборна войска се замества с платена наемна.

### Репарации
Установената с Ньойския договор сума на репарациите от 2,25 милиарда златни франка е огромна за възможностите на българската икономика и държавен бюджет. Тя представлява 22% от цялото национално богатство по оценки за 1911 година, като по този показател репарациите са по-тежки от наложените на Германия с Версайския договор. Вноските по тяхното изплащане възлизат на 55% от целия държавен бюджет по това време. Невъзможността за изплащане на репарациите е известна още при сключването на Ньойския договор, поради което той предвижда тяхната бъдеща преоценка.
Сред основните задачи на Междусъюзническата контролна комисия през първите години от нейното съществуване е да извърши оценка на платежоспособността на България с оглед на действително преоценяване на репарациите. Този процес продължава до началото на 1923 година и създава значителна несигурност в стопанския живот на страната, като има значителен принос за обезценяването на лева. През този период България изплаща значителни суми, изпълнява задълженията си в натура към съседните страни.
На 21 март 1923 година българското правителство и Междусъюзническата комисия подписват споразумение, променящо изцяло структурата на репарационния дълг и отлагащо неговото изплащане. Преговорите са водени лично от министър-председателя Александър Стамболийски, който се стреми да използва сключването на относително благоприятно споразумение в течащата по онова време предизборна кампания. Макар че е постигнат пробив в системата на репарациите и че дългът на практика е намален значително, споразумението предизвиква силно недоволство сред българската общественост, която очаква по-големи отстъпки. Споразумението среща съпротива и във Франция, главно поради опасенията, че създава неблагоприятен прецедент по отношение на репарационния дълг на Германия, но, след успеха си на изборите, Стамболийски отказва да преразглежда неговите условия, в което среща и подкрепата на Великобритания.
Според споразумението репарационният дълг е разделен на 2 части. Транш Б в размер на 1,7 милиарда франка става безлихвен и изискуем след 1953 година. Останалите 550 милиона франка трябва да бъдат изплатени до 1983 година, като през първите 12 години се плащат само лихви, а изплащането на главницата започва от 1935 година. През първите години вноските са намалени до поносимото ниво от 27,5 милиона франка годишно.
Първото плащане по новото споразумение е направено на 1 октомври 1923 година. През следващите няколко години дългът е обслужван редовно, като сумата на репарациите не надхвърля 3,8% от износа, а ако се включат и другите плащания по договора – 6,6% от износа. Изплащането на репарациите се облекчава и от обезценяването на предвоенните външни дългове. Така обслужването на всички външни дългове (довоенни и репарационни) през 1926 година възлиза на 19,5% от бюджета при 28,5% през 1914 година. За периода 1919 – 1929 година България изплаща общо 186,4 милиона златни франка задължения по Ньойския договор.
Най-тежкото практическо последствие от налагането на репарациите е, че те получават приоритет пред всяко друго задължение на държавата. Така тя може да емитира нови външни заеми само с разрешението на Репарационната комисия. На практика това е осъществено само при Бежанския заем (1926) и Стабилизационния заем (1928). Отпускането на тези заеми е в интерес на получателите на репарационни плащания, защото те дават възможност на страната да обслужва задълженията си, прехвърляйки част от репарационния дълг върху частни банки, главно американски и британски.
Ново пълно преразглеждане на репарациите е постигнато през януари 1930 година на Хагската конференция. Транш Б е напълно премахнат, а транш А, чиято стойност с капитализираните от 1923 година лихви е 687,9 милиона франка, е намален на 415,2 милиона златни франка без лихва, платими до 1966 година при вноска за първите 20 години от 11,2 милиона франка. Премахната е възможността за бъдещо преразглеждане на репарациите, както и общата ипотека върху държавните приходи, предотвратяваща получаване на нови външни заеми.

## Критики към правителството
В България представители на опозицията обвиняват българските делегати, че не успяват да договорят по-изгодни мирни условия за България. Стоян Михайловски публикува поредица критични статии в издавания от самия него вестник „Напред“, в които обвинява българските делегати, че са се „кланяли до земята“ и вместо да признаят, че България е застанала на страната на Централните сили, защото само те са могли да ѝ гарантират осъществяването на националното обединение, са твърдели, че България воювала против волята си. Според Михайловски в противен случай те биха могли да спечелят уважение към България и по-леки мирни условия. В свои сатирични епитафии комунистическият поет Христо Смирненски пише, че министър-председателят Теодор Теодоров, наречен от него „Сервилний“, като „честен патриот ... в Париж с поклони низки; пожертвува един народ.“ Подобни критики игнорират факта, че българското правителство е изолирано от преговорите за съставяне на договора и е поставено пред ултимативния избор да го подпише или да продължи войната.

## Възможна ревизия
След разпада на Югославия български историци, като професор Николай Генчев, журналисти, общественици и политици поставят въпроса за мирно възвръщане на Западните покрайнини въз основа на факта, че СР Югославия, Сърбия и Черна гора и Сърбия не са признати за държави-правоприемници на Югославия и следователно клаузите на Ньойския договор, облагодетелстващи Югославия, са изгубили правната си сила. В края на 2014 г. професорът по право Борислав Йотов публикува книгата „За мирна отмяна на Ньойския договор“, в която посочва, че има 24 международно-правни причини за отмяната на договора – сред които са държането под арест на българската делегация и заплахите на Лойд Джордж и Клемансо, че България ще бъде окупирана при отказ от подписване на договора.